# Dödspatrull
En dödspatrull eller (felaktigt) dödsskvadron är en väpnad styrka som utför avrättningar, lönnmord och/eller kidnappningar. Den kan vara militär, polis eller paramilitär. Dödspatruller agerar mestadels i hemlighet och ibland på sin statslednings uppdrag eller med dess tysta medgivande, i synnerhet de dödspatruller som utgör en del av militär, hemlig polis eller paramilitär styrka.
Deras verksamhet kan vara riktad mot en fientlig stats stats- och militärledning, politiska motståndare, dissidenter, gerilla eller brottssyndikat.
Einsatzgruppen var SS:s och SD:s dödspatruller under andra världskriget.